# ديفيد جيورجينو
ديفيد جيورجينو (بالإيطالية: Davide Giorgino)‏ (4 مايو 1985 ببرينديزي في إيطاليا - ) هو لاعب كرة قدم إيطالي في مركز الوسط. لعب مع نادي بارما ونادي تريستينا ونادي ليتشي ونادي كييتي كالسيو الرياضي وFC Matera ‏ وايه إس دي سامبينديتيس كالتشيو ‏ وFidelis Andria 2018 ‏ ونادي تارانتو 1927 وDelta Calcio Porto Tolle SSD ‏.